# Spilasma
Genre
Spilasma est un genre d'araignées aranéomorphes de la famille des Araneidae.

## Distribution
Les espèces de ce genre se rencontrent en Amérique du Sud et en Amérique centrale.

## Liste des espèces
Selon World Spider Catalog (version 17.0, 27/03/2016) :
- Spilasma baptistai Levi, 1995
- Spilasma duodecimguttata (Keyserling, 1879)
- Spilasma utaca Levi, 1995

## Publication originale
- Simon, 1897 : Études arachnologiques. 27e Mémoire. XLII. Descriptions d'espèces nouvelles de l'ordre des Araneae. Annales de la Société entomologique de France, vol. 65, p. 465-510 (texte intégral).